# Butler (herb szlachecki)
Butler (Butlar, Buttler) – polski herb szlachecki pochodzenia angielskiego, irlandzkiego bądź niemieckiego.

## Opis herbu
Herb Butler występował w wielu wariantach. Poniżej warianty przytaczane przez J. K. Ostrowskiego. Opisy z wykorzystaniem zasad blazonowania, zaproponowanych przez Alfreda Znamierowskiego:
Butler: W polu kosz z kwiatami. Klejnot nieznany.
Buttler I (Butlar): W polu czerwonym kosz srebrny ze złotymi obręczami i uchem, napełniony owocami. Klejnot: trzy pióra strusie, srebrne między czerwonymi, na środkowym trąba myśliwska srebrna ze złotymi okuciami.
Buttler II (Le Boutelier). Godło jak poprzedni, ale kosz pusty. Klejnot jak poprzedni, ale dodatkowo umieszczony na kolumnie czerwonej, stojącej na zawoju czerwono-srebrnym.
Tarcza czerwona ze skrajami tegoż koloru, na niej kosz z kwiatami, lub dzbanek srebrny o jednem uchu napełniony winogronem; na hełmie w koronie trzy pióra strusie, środkowe białe, skrajne czerwone.
Buttler III (odmiana hrabiowska)
Kasper Niesiecki opisuje też herb bliżej nieokreślonych angielskich Butlerów, który miał przedstawiać w polu błękitnym pięć zaostrzonych słupów złotych (sztachet). Herb taki, jako Butler c, zamieścił w Tablicach odmian herbowych Chrząński.

## Historia herbu

### Najwcześniejsze wzmianki
Juliusz Karol Ostrowski podaje, że herby Buttler I i II zasiliły poczet herbów polskich w XVII wieku. Według niego, herb opisywany jako Butler jest niewiadomego początku, zaś Buttler II pochodzi z Francji. Z kolei wersja wielopolowa, Buttler III, miała zostać zatwierdzona w Polsce indygenatem 23 listopada 1627 roku. Używający tego herbu Jakub Butler otrzymał też tytuł hrabiowski Świętego Cesarstwa Rzymskiego w roku 1651 z nowym, pięciopolowym herbem (Buttler III). Adam Boniecki precyzuje tę informację, pisząc, że herb pięciopolowy powstał dopiero na okazję nadania tytułu hrabiowskiego w 1651 roku (tzw. herb genealogiczny, służący za wywód szlachectwa na potrzeby nadania tytułu), co oznacza, że indygenat otrzymał Jakub Butler na herb z samym tylko koszem.

### Przedstawienia na przestrzeni wieków
Wizerunek herbu po raz pierwszy pojawił się u Kaspra Niesieckiego, autorzy wcześniejsi go nie znają. Jedynie Wojciech Wijuk Kojałowicz, XVII-wieczny heraldyk, w informacjach na temat rodzin pruskich, podał opis tego herbu, na którym wzorował się Niesiecki tworząc swój rysunek. Zastanawiające jest, że Kojałowicz wspomniał o klejnocie, który całkiem pominął Niesiecki – trąba złota na trzech piórach strusich czerwonych. Autor nie podał barw ani klejnotu herbu. Godłem według Niesieckiego był kosz z kwiatami. Minęło ponad sto lat od prac Niesieckiego, zanim herb Butler nie pojawił się ponownie w polskim herbarzu. Mowa o wzmiance w herbarzu Pawliszczewa. Tutaj jednak autor podał rysunek i opis jedynie pięciopolowej wersji herbu, co ciekawe nie wymieniając jej pośród herbów hrabiowskich. Kolejnym źródłem wymieniającym herb Butler jest Księga herbowa rodów polskich Ostrowskiego. Autor zamieścił tu wprawdzie wersję Niesieckiego (jako Butler), ale poinformował także jako pierwszy o wersjach pełnych – z barwami i klejnotem w dwóch wariantach (Buttler I i II, godłem są kosze srebrne z okuciami złotymi, wypełnione owocami), oraz o wersji hrabiowskiej (Buttler III). Stanisław Teodor Chrząński, w Tablicach odmian zamieścił wizerunki koszy bez okuć, które bardziej przypominały dzbanki, w polach srebrnych, Butler a miał dwa uchwyty, Butler b – jeden. Oba miały klejnoty jak u Kojałowicza. Autor przytoczył też wersję pięciopolową oraz wzmiankowany przez Niesieckiego herb angielskich Butlerów (Butler c) z klejnotem jak w wersjach a i b. Autorzy nowszych herbarzy, wobec niepewności co do tego, jak powinien wyglądać herb, pisali po prostu koszyk srebrny z winogronami lub kwiatami. Tak uczynił Zbigniew Leszczyc. Pole herbu dał Leszczyc czerwone, klejnot taki jak u Kojałowicza. Autor współczesnego herbarza, Tadeusz Gajl, przyjął wykładnię Ostrowskiego, pomijając jednak rozróżnienie na herby Butler, Buttler I i Buttler II, przyjmując, że wszystkie one to w istocie jeden i ten sam herb, rysowany tylko nieco inaczej przez różnych autorów.

## Herbowni
Tadeusz Gajl podaje 4 nazwiska:
Busz, Butler, Butowicz, Buttler.
Spośród nich, to Butlerowie (Buttlerowie) byli tymi, którzy przynieśli ten herb do Polski. Kasper Niesiecki twierdził, że rodzina Butlerów przywędrowała do Rzeczypospolitej z Irlandii, przez Kurlandię. Jednakże, jak pisze Jan Ciechanowicz, wspólne pochodzenie z Butlerami z Wysp Brytyjskich, earlami Ormondu, nie jest pewne. Za tezą taką opowiadają się między innymi sami zainteresowani, czyli współcześni Butlerowie. Na ich stronie internetowej można nawet znaleźć szczegółową rekonstrukcję wydarzeń opisującą drogę uchodźców z Irlandii do Niderlandów, następnie do wojska szwedzkiego, a stamtąd – po zmianie stron, na służbę u Zygmunta III Wazy. Istnieje też teza, że polscy Butlerowie przywędrowali z Hesji przez Kurlandię.
Herb i nazwisko Butler przyjęła prawdopodobnie jakaś rodzina tatarska na pamiątkę służby w poczcie jednego z oryginalnych Butlerów. Tatarscy Butlerowie znani są od XVIII wieku, kiedy żył Mustafa i jego synowie: Aleksander, w 1792 towarzysz w chorągwi lekkiej pułkownika Azulewicza, oraz Jan, wylegitymowany w 1819 przed deputacją wileńską. Protoplaści tej rodziny mieli przybyć na Litwę już w XV wieku, jako prości żołnierze.
Nazwisko Busz pojawia się z herbem Butler w spisie szlachty guberni wileńskiej. Jest to przekłamanie powstałe w czasie legitymacji szlachectwa w zaborze rosyjskim. Według Uruskiego, herb tej rodziny przedstawiał w polu błękitnym dwie strzały żeleźcami w górę na krzyż, w klejnocie dwie trąby. Z herbem Butler wylegitymowali się w 1841 Buszowie: Mikołaj z synami Fryderykiem, Julianem, Polikarpem i Bolesławem oraz Michał z synem Adolfem.
Nazwisko Butowicz zapisano z herbem Butler do ksiąg szlachty guberni kowieńskiej w 1798. Wylegitymowali się Andrzej z synami: Konstantym, Julianem i Bolesławem.
Z uwagi na nadużycia w czasie legitymacji szlachectwa oraz ponieważ Butler był herbem własnym, nazwiska te prawdopodobnie figurują na liście herbownych błędnie.